# Roberto Carri
Roberto Eugenio Carri  (8 de julio de 1940, desaparecido 24 de febrero de 1977) fue un sociólogo y ensayista argentino. Fue uno de los intelectuales más destacados de su generación. Forma parte de la lista de detenidos-desaparecidos víctimas del terrorismo de Estado durante la última dictadura cívico-militar argentina (1976-1983). Su hija, Albertina Carri, es una reconocida artista y directora de cine.

## Biografía
Luego de estudiar la carrera de Sociología en la Universidad de Buenos Aires, fue profesor de dicha institución en el marco del movimiento de las llamadas "Cátedras Nacionales", en las que también participaban Alcira Argumedo y Horacio González, entre otros. Desde el punto de vista político, Carri pasó del trotskismo al peronismo, militando en el Peronismo de Base para luego pasar a Montoneros desde 1973.
En 1977, en el marco de la represión llevada a cabo desde el Estado por la última dictadura cívico-militar argentina autodenominada Proceso de Reorganización Nacional (1976-1983), Carri fue secuestrado el 24 de febrero de su casa en Hurlingham, junto con su esposa Ana María Caruso. Ambos se encuentran desaparecidos desde entonces. Tuvieron tres hijas: Andrea, Paula y Albertina. Su hija Albertina Carri dirigió el filme Los rubios, en el que relata sus vivencias respecto a sus padres y, en especial, a su desaparición. 
Las Obras Completas de Roberto Carri fueron editadas bajo el sello editorial de la Biblioteca Nacional en diciembre de 2015, con estudios preliminares de Horacio González, Alcira Argumedo, Gustavo Jack Nahmías y de la editora Verónica Gago. En el primer tomo se pueden encontrar sus libros en tanto en el segundo tomo se encuentran "artículos dispersos y atesorados en su archivo personal, la transcripción de muchas de sus clases universitarias y, finalmente, un conjunto de documentos políticos inéditos de Montoneros." 

## Pensamiento y obra
Carri se encontraba inicialmente vinculado al trotskismo, pero se acercó progresivamente al peronismo. Este corrimiento comenzó a manifestarse en su primer libro, Sindicatos y poder en la Argentina, publicado por la editorial Sudestada de Rodolfo Ortega Peña en 1967. Horacio González lee (polémicamente) en ese libro que Carri "deseaba afirmar una lejana tesis, obtenida del arsenal mayor del trotskismo -el partido obrero basado en sindicatos-, pero en este caso dedicada a interpretar favorablemente la actividad de esa álgida porción del sindicalismo conocida como vandorismo". En dicho libro, Carri concluía:

La lucha política presenta particularidades singulares en cada país, y éstas son el resultado de una  tradición que a veces es necesario romper definitivamente, pero que de cualquier forma debe ser tenida muy en cuenta. Aclarar un aspecto de la lucha política argentina, subestimado en su significación o muy mal interpretado, como fue generalmente el sindicalismo peronista, ha sido el objeto de este libro. Estudiar a los sindicatos en su relación particular con el Estado es un buen método porque acostumbra a observar el problema fundamental de la política que es el problema del poder. Hoy los sindicatos están en crisis, pero el problema poder sigue más presente que nunca, y centrado en él debe continuar la elaboración teórica, y si deja de ser teórica mucho mejor.

En 1968 publicó Isidro Velázquez. Formas prerrevolucionarias de la violencia, que constituye un análisis de la vida y el accionar del bandolero social chaqueño Isidro Velázquez, muerto por la policía local un año antes. El planteo general de Carri es que la acción de dicho bandolero (y de otros personajes similares) está lejos de ser una forma primitiva de rebeldía. Por el contrario, cree que constituye una forma precisamente política de acción, aunque despreciada por las ciencias sociales académicas, de las que se muestra muy crítico:

Toda política tiene una ideología, [Isidro] Velázquez es una forma política de rebeldía y el sentimiento popular es en cierto modo la ideología. Aquí hay que escapar del formalismo "civilizado" de considerar como formas políticas exclusivamente a los "partidos" e ideologías de sus programas. Esta concepción falla cuando se quiere analizar el problema en el presente y desde la perspectiva de la liberación nacional. El formalismo positivista se basa en los hechos; la resistencia popular, en todas sus etapas desde la más incipiente, los niega.

A lo largo del libro, Carri relata la vida del bandolero y de su compañero, Gauna, pero también intercala observaciones y análisis socioeconómicos de la realidad de la provincia del Chaco. En este punto, Carri se acerca a los análisis que los sociólogos y economistas de la teoría de la dependencia se encontraban realizando en la época. Partiendo de esta matriz teórica, plantea:

Las áreas coloniales internas están doblemente colonizadas: por la metrópoli nacional y por el imperialismo en general. La historia del Chaco es una clara demostración de esta doble dependencia. (...) La política imperial consiste en despojar de todos los recursos económicos autónomos a las economías coloniales, entendiendo por recursos económicas autónomos a aquéllos capaces de reproducir riquezas y bienes. Estos recursos son en el Chaco la riqueza forestal y el algodón. (...) El papel de la "colonia" fue y sigue siendo enriquecer al colonizador. Y esto significa, en el orden social, que la miseria generalizada de las áreas de economía colonial capitalista (...) es el sostén de la riqueza distribuida en distintas clases sociales  por los imperialistas de adentro y de afuera.

Asimismo, Carri introduce el concepto de "proletariado total", para designar a aquellos sectores que se encuentran completamente despojados, diferenciándolos de los "proletarios relativos", parcialmente integrados al sistema. Los pobladores del Chaco, que sentían una gran simpatía por Isidro Velázquez, formarían parte del proletariado total, mientras que los sectores trabajadores de la ciudad de Buenos Aires, y con ellos su movimiento sindical, serían parte del proletariado relativo. Este último sector ya no conservaría su potencial revolucionario; por el contrario, para el proletariado total, desprovisto de las mediaciones ideológicas que aquejan a los anteriores, la revolución y el cambio son condiciones necesarias para su supervivencia.
En 1973 Carri publicó su último libro, Poder imperialista y liberación nacional. Las luchas del peronismo contra la dependencia, en donde resumió su posición respecto de este movimiento político. Después de este año, y tras haber militado en las Fuerzas Armadas Peronistas, el sociólogo se integró definitiva y activamente en la organización Montoneros, razón por la cual no pudo seguir desarrollando su labor teórica.
Entre las influencias teóricas que recibió Carri, pueden mencionarse, además de la ya nombrada teoría de la dependencia, a Franz Fanon, Eric Hobsbawm (a quien sin embargo critica), Georges Sorel y la literatura gauchesca.

## Militancia
Formaba parte de la estructura militar de Montoneros y el 28 de mayo de 1976 mientras participaba de un intento de apoderamiento de armas fue gravemente herido por la policía en el intercambio de disparos, ocasión en que resultó muerto Carlos Caride que lo acompañaba y cuyo cuerpo fue llevado por sus compañeros y enterrado en un jardín.

## Publicaciones

### Libros
- Sindicatos y poder en la Argentina (1967)
- Isidro Velázquez. Formas prerrevolucionarias de la violencia (1968)
- Poder imperialista y liberación nacional. Las luchas del peronismo contra la dependencia (1973)
- Roberto Carri: Obras completas (2015)[1]

### Artículos publicados en la revistaAntropología del tercer mundo
- "El formalismo en las ciencias sociales" (1968-69)
- "Poder y dependencia" (1970)
- "Crítica al desarrollismo" (1970)
- "Argentina y la crisis del dólar" (1971)
- "Imperialismo, violencia y poder político" (1971)
- "El peronismo y el gran acuerdo" (1972)
- "La resistencia peronista, crónica por los resistentes" (1972)

### Artículos publicados en la revistaEnvido
- "Imperialismo y coloniaje" (1971)

## Filmografía
Sobre el ensayo de Carri fue realizado el guion del filme Los Velázquez (1972) de Pablo Szir, un director de cine compañero de militancia de Carri que fue secuestrado en 1976 por la última dictadura cívico-militar, y del que se sabe que estuvo detenido en el mismo centro con Carri y Caruso.